# Вебсервер
Вебсе́рвер (до 2019 — веб-сервер, англ. Web Server) — це сервер, що приймає HTTP-запити від клієнтів, зазвичай веббраузерів, видає їм HTTP-відповіді, зазвичай разом з HTML-сторінкою, зображенням, файлом, медіа-потоком або іншими даними. Вебсервер — одна із основ Всесвітньої павутини.
Вебсервером називають як програмне забезпечення, що виконує функції вебсервера, так і комп'ютер, на якому це програмне забезпечення працює.
Клієнти дістаються вебсервера за URL-адресою потрібної їм вебсторінки або іншого ресурсу.

## Додаткові функції
Додатковими функціями багатьох вебсерверів є:
- Ведення журналу серверу про звернення користувачів до ресурсів
- Автентифікація користувачів
- Підтримка сторінок, що динамічно генеруються
- Підтримка HTTPS для захищених з'єднань з клієнтами

## Програмне забезпечення
Існує багато вебсерверів. Сьогодні[коли?] найпоширенішими є:
- Apache HTTP-Server — найпоширеніший у світі вільний вебсервер. Найстаріший та підтримує багато модулей.
- Nginx — вільний вебсервер з фокусом на продуктивність. Часто використовується як проксі-сервер та для роздачі статичних файлів.
- lighttpd — вільний вебсервер з фокусом на швидкість та маленький розмір.
- IIS — вебсервер компанії Microsoft для Microsoft Windows
- Simple Web Server — простий веб сервер для статичних файлів. Дружній до початківців та має простий графічний інтерфейс.

## Клієнти
Як клієнти для звернення до вебсерверів можуть використовуватися абсолютно різні пристрої:
- Веббраузер — найпоширеніший спосіб
- Спеціальне програмне забезпечення може самостійно звертатися до вебсерверів для отримання оновлень або іншої інформації
- Мобільний телефон може дістатися до ресурсів вебсервера за допомогою протоколу WAP або HTTP
- Інші інтелектуальні пристрої або побутова техніка

## Історія
У 1989 році Тім Бернерс-Лі (англ. Tim Berners-Lee) запропонував інститутові CERN (Європейський центр ядерних досліджень) новий проєкт, який мав на меті полегшити обмін інформацією між вченими, використовуючи систему гіпертексту. В результаті виконання цього проєкту Бернерс-Лі написав дві програми: браузер названий WorldWideWeb і перший вебсервер, який працював на комп'ютері NEXTSTEP. Зараз ця машина виставлена в публічному музеї CERN, Мікрокосм.
Перший вебсервер у США був встановлений 12 грудня 1991 року в SLAC (Стенфордський центр лінійного прискорювача)